# اریک کریستین کلمنسن
اریک کریستین کلمنسن (انگلیسی: Erik Christian Clemmensen; ۱۲ اوت ۱۸۷۶ – ۲۱ مهٔ ۱۹۴۱) یک شیمی‌دان اهل دانمارک بود. واکنش کاهش کلمنسن در شیمی آلی به افتخار وی نامگذاری شده است.